# 江戸川区立篠崎第四小学校
江戸川区立篠崎第四小学校（えどがわくりつ しのざきだいよんしょうがっこう）は、東京都江戸川区篠崎町四丁目にある小学校。通称｢篠四小」。

## 沿革
- 1974年 篠崎小より444名、篠崎第二小より218名、その他より48名の児童を迎え、 5年生以下19学級で開校（職員38名）
- 1975年 校歌制定 いずみたく作詞作曲

## 通学区域
- 篠崎町1丁目136番地から197番地、401番地から404番地
- 篠崎町2丁目149番地から235番地、401番地から409番地
- 篠崎町7丁目全域
- 篠崎町8丁目1番から3番、4番の一部（1から5号、30から40号）、5番から15番
- 上篠崎4丁目3番の一部（旧鹿骨町）、4番から30番

## 交通
- 都営地下鉄新宿線篠崎駅より徒歩約8分